# Icon-Klasse
Die Icon-Klasse ist eine von Royal Caribbean International bestellte Schiffsklasse, die auf der Werft Meyer Turku in Turku, Finnland, gebaut wird. Aktuell sind vier Schiffe bestellt, die seit 2023 abgeliefert werden. Es handelt sich um die erste Schiffsklasse der Reederei, die mit Flüssigerdgas angetrieben werden kann.

## Historie
Am 10. Oktober 2016 verkündeten Royal Caribbean und Meyer Turku die Vereinbarung zum Bau von zwei Kreuzfahrtschiffen unter dem vorläufigen Projektnamen „Icon“. Die beiden Schiffe sollten jeweils im zweiten Quartal der Jahre 2022 und 2024 abgeliefert und durch das Unternehmen DNV GL zertifiziert werden. Es folgte am 2. Juli 2019 die Bestellung eines dritten Schiffes mit geplanter Ablieferung im Jahr 2025, hierbei sprach man erstmals von der Icon-Klasse.
Durch die Corona-Pandemie und die damit einhergehenden Streckung des Auftragsbuches durch die Werft wurden die Ablieferungstermine auf 2023, 2025 und 2026 verschoben.
Baubeginn des ersten Schiffs, der Icon of the Seas, war Juni 2021. Im Dezember 2022 wurde das Schiff zu Wasser gelassen. Die Ablieferung erfolgte im November 2023, die Jungfernfahrt im Januar 2024. Der Taufpate war Lionel Messi.
Für alle Schiffe entstehen bei der Neptun Werft in Rostock-Warnemünde schwimmende Maschinenraummodule (FERUs).
Anfang Oktober 2023 wurde mit Star of the Seas der Name des zweiten Schiffes bekannt gegeben. Die Kiellegung fand am 15. Dezember 2023 statt. Das Schiff wurde am 10. Juli 2025 abgeliefert und ging am 16. August 2025 in Dienst. Die Taufpatin für die Zeremonie am 20.08.2025 in Port Canaveral wird nicht wie geplant Diana Ross sein, die diese Taufe abgesagt hat, sondern die US-Astronautin Kellie Gerardi.
Am 7. Oktober 2024 erfolgte die Kiellegung für das dritte, voraussichtlich 2026 in Dienst gehende Schiff der Klasse auf der Werft in Turku. Dieses soll, wie im Februar 2025 bekanntgegeben, Legend of the Seas heißen, womit Royal Caribbean erstmals den Namen eines ehemaligen Schiffes erneut vergibt (die alte Legend of the Seas war 2017 an Thomson Holidays verkauft worden).
Im August 2024 wurde die Bestellung eines vierten Schiffes der Klasse mit geplanter Ablieferung im Jahr 2027 bekanntgegeben. Der Vertrag enthält Optionen für zwei weitere Schiffe.

## Technische Daten
Die Kreuzfahrtschiffe dieser Klasse setzen auf einen vergleichsweise emissionsarmen Antrieb durch Brennstoffzellen und Flüssigerdgas. Die Schiffe sind mit knapp 250.000 BRZ vermessen und knapp 365 Meter lang. Damit sind sie die größten Kreuzfahrtschiffe der Welt. Die Höhe beträgt 70 Meter und 65 Meter mit eingefahrenen Schornstein. Die sechs Hauptmaschinen leisten zusammen 67.500 kW. Das Typschiff Icon of the Seas bietet Platz für 7600 Passagiere und 2350 Besatzungsmitglieder.
Die Baukosten betragen rund 1,1 Milliarden Euro pro Schiff.
Die Schiffe verfügen über einen einfahrbaren Schornstein, um flache Brücken passieren zu können.

## Die Schiffe
| Name                 | IMO-Nummer | Baunummer | Baujahr        | Status   |
| -------------------- | ---------- | --------- | -------------- | -------- |
| Icon of the Seas     | 9829930    | 1400      | 2023           | in Fahrt |
| Star of the Seas     | 9829942    | 1401      | 2025           | in Fahrt |
| Legend of the Seas   | 9888560    | 1402      | 2026 (geplant) | im Bau   |
|                      |            |           | 2027 (geplant) |          |
| Daten: new-ships.com |            |           |                |          |